# 温端政
温端政（1932年9月28日—2020年3月23日），浙江平阳人，中国语言学家，山西省社会科学院语言研究所名誉所长。主要从事汉语方言学和汉语语汇研究。

## 生平
1932年9月28日（一说1931年9月）生于浙江省平阳县麻步镇雷渎村。1950年7月毕业于温州中学，在温州新华书店工作。1954年考入北京大学中文系，与曹先擢是同学，一并受教于王力、高名凯、袁家骅等先生，并对浙南闽语进行了调查和研究。1958年大学毕业后，先后在山西省忻县师范专科学校、雁北师范专科学院、山西省教育学院任教。期间调查了忻州、定襄一带的方言。文化大革命期间，被下放到山西运城农村劳动。1978年7月调入山西省社会科学研究所（1983年改称山西省社会科学院），任语言研究室（所）主任。1980年至1993年，任《语文研究》学术期刊主编。1987年升任研究员。1991年获国务院政府特殊津贴。1995年获山西省人民政府授予的山西省劳动模范称号。兼任山西省语言文字工作委员会副主任、全国汉语方言学会理事、中国辞书学会理事、中国语言学会理事、山西省语言学会名誉会长等社会职务。2001年转任名誉所长。2012年被聘为终身研究员。2017年出版回忆录《回首人生》。2020年3月23日19时30分在温州逝世。

## 学术研究
温端政主要从事汉语方言学和汉语语汇研究。在北京大学学习期间，就调查自己母语浙南闽语，写出十几万字的调查报告，并整理出《浙南闽语里形容词程度的表示方法》《浙南闽语里的“仔”“子”和“孧”》等论文。1980年代，主持编写国家重点科研项目《山西省方言志丛书》等。在晋语研究方面，一是着重考察了晋语入声的特点，认为晋语部分入声，音节两分，具有特别强的构词能力；二是支持李荣的晋语分立说，认为这实际上是恢复汉语基础方言——北方方言演变的原来面貌。1991年出版《苍南方言志》，介绍了苍南县的五种方言：闽语、苍南瓯语、蛮话、金乡话和畲客话。
温端政还着重考察汉语歇后语、谚语、俗语等研究，论证了汉语语汇内部的划分标准，从“语词分立”这一主张中重建汉语语汇的框架，首次建立与汉语词汇学并行的语汇学。2005年出版《汉语语汇学》。
其他论著还有《语典编纂的理论与实践》等。